# Histioea oculea
Histioea oculea là một loài bướm đêm thuộc phân họ Arctiinae, họ Erebidae.